# Huernia thuretii
Huernia thuretii ist eine Pflanzenart aus der Unterfamilie der Seidenpflanzengewächse (Asclepiadoideae). Die Art ist nach dem französischen Botaniker Gustave Adolph Thuret (1817–1875) benannt.

## Merkmale
Huernia thuretii bildet stammsukkulente, aufrecht stehende Triebe, die bis etwa fünf Zentimeter hoch und 0,8 bis 1 Zentimeter dick werden und Klumpen bilden. Die Triebe sind in der Regel im Querschnitt 4-rippig (bis max. 6-rippig) und dicht mit spitzen Warzen besetzt. Die Blüten stehen einzeln, weisen nach außen oder nach oben. Sie sitzen regellos an den Trieben verteilt, oft sogar mehrere an einem Trieb. Sie öffnen sich in kurzen Abständen nacheinander. Der Blütenstiel wird bis etwa 2,5 cm lang kann aber auch fehlen. Es können mehrere Blüten auf einem Stiel sitzen (falls ein Stiel vorhanden ist). Die Kelchblätter sind bis etwa 5 mm lang. Die Blüte misst etwa 2,5 cm im Durchmesser. Sie ist außen cremefarben hellgelb bis grünlich gelb und manchmal rotbraun gepunktet. Innen ist sie cremefarben, hellgelb, gelblich bis selten auch braun mit rosa bis dunkelbraunen konzentrischen Linien oder Punktreihen. Die Kronenröhre ist kugelig bis selten auch röhrig und am Grund kastanienbraun. Die Öffnung ist leicht verengt. Die Kronblätterzipfel sind dreieckig, die Apices zugespitzt und flach ausgestreckt. Oft sind sie etwas längs konvex gebogen, d. h. die Ränder der Zipfel sind etwas nach unten gebogen. Sie können innen zur Kronenröhre hin schwach papillös sein, apikal sind sie meist fein papillös. Die interstaminalen dunkelkarmesinrot bis schwarz gefärbten Nebenkronenzipfel sind drei- oder viereckig, randlich gerundet, zweizähnig oder tief gelappt. Die staminalen Nebenkronenzipfel sind orangebraun bis schwarz gefärbt, 1,5 bis 2 mm lang und stehen aufrecht. Sie laufen apikal spitz aus und treffen dort aufeinander. Oft bildet sich hier ein Nektartropfen. Die Pollinien sind bräunlich gelb gefärbt.

## Geographische Verbreitung
Die Art kommt in der Republik Südafrika (Provinz Ostkap) und in Namibia vor.

## Taxonomie und Nomenklatur
Derzeit werden zwei Varietäten unterschieden: 
- Huernia thuretii var. thuretii
- Huernia thuretii var. primulina (N. E. Brown), diese Varietät unterscheidet sich von der typischen Varietät durch die größeren, einheitlich hellgelb gefärbten Blüten und durch die etwas längeren, kriechenden Triebe.